# Jesus, se till din plantering
Jesus, se till din plantering är en sång med text från 1779 av John Newton och musik från 1765 som troligen har tyskt ursprung ("Paderborn").

## Publicerad i
- Musik till Frälsningsarméns sångbok 1907 som nr 158.
- Frälsningsarméns sångbok 1929 som nr 161 under rubriken "Helgelse - Bön om helgelse och Andens kraft".
- Frälsningsarméns sångbok 1968 som nr 245 under rubriken "Andakt och bön".
- Frälsningsarméns sångbok 1990 som nr 426 under rubriken "Helgelse".